# Paul Rousset
Paul Rousset (fl. XX secolo) è stato uno schermidore francese, vincitore di due medaglie d'argento ed una di bronzo ai Campionati Internazionali di scherma.